# 黒いオーケストラ

1944年のクーデターに成功した際、
新国旗として制定する予定だった旗

黒いオーケストラ（くろいオーケストラ、ドイツ語: Schwarze Kapelle）は、ナチス・ドイツ時代にドイツ国防軍の将校を中心とした反ヒトラーグループに対してゲシュタポが名付けた名称。日本で出版された書籍の中には「黒い楽団」又は「黒い礼拝堂」と訳したものもある。

## 概要
1933年のヒトラー内閣成立以降、政財界や国防軍にもナチス党の支持者が増加し、ヒトラーの独裁体制を支えていた。しかし、ルートヴィヒ・ベック上級大将を始めとする、プロイセン王国陸軍以来の伝統を重視する陸軍の一部将校はヒトラーの戦争計画に対して批判的であった。またヒトラーやナチス党に傾倒している国防軍最高司令部総長のヴィルヘルム・カイテル元帥や親衛隊全国指導者のハインリヒ・ヒムラー、国家元帥のヘルマン・ゲーリングに対しても同様に反感を持っていた。しかし、ヒトラー暗殺を実行することとなる陸軍将校はあくまでヒトラーの戦争計画に反対したのであって、反ユダヤ主義やナチス党の思想に必ずしも反対したわけではない。
1938年のズデーテン危機以降、ヒトラーが冒険的な対外政策を強めると、彼らはヒトラーを排除して新政府の樹立を考えるようになった。以降、たびたび彼らはヒトラーの暗殺を計画するがその全ては未遂・失敗に終わった。
一方、ゲシュタポなどナチス当局側も、ヒトラー政権に対する何らかの抵抗運動がいずれ起こり得る事、大戦勃発後にはそれらの抵抗運動を撲滅する必要が生じる事を確信し、監視の目を光らせていた。1941年には反ナチス・反ヒトラーグループの存在を察知し、捜査を開始するようになった。
1944年7月20日、総統大本営「ヴォルフスシャンツェ」においてヒトラーを爆殺し、クーデターを起こして政権を掌握する計画が実行された。しかし、ヒトラーは軽傷で生き残り、クーデターも失敗に終わった。メンバーは次々に捕らえられ、その大部分はローラント・フライスラーの主宰する人民法廷で死刑宣告を受けて処刑され、組織は壊滅した。
戦後になると彼らは反ナチス運動の英雄として顕彰され、ドイツ国内にはメンバーの名前をとった施設などが数多く存在する。

## 主要な参加者

### ドイツ国防軍
- ルートヴィヒ・ベック陸軍上級大将。元参謀総長。
- エルヴィン・フォン・ヴィッツレーベン陸軍元帥。
- エーリヒ・ヘプナー元上級大将。
- ヴィルヘルム・カナリス海軍大将。国防軍情報部部長。
- ハンス・オスター陸軍少将。国防軍防諜局参謀長。
- ヘルムート・イェームス・フォン・モルトケ。国防軍防諜局勤務。クライザウ・グループ(en:Kreisau Circle)の中心人物。
- カール＝ハインリヒ・フォン・シュテュルプナーゲル陸軍大将。パリ軍政長官。
- エーリッヒ・フェルギーベル陸軍通信兵大将。
- エドゥアルト・ヴァーグナー(en:Eduard Wagner)陸軍砲兵大将。陸軍主計総監。
- カール・フォン・チュンゲン(en:Karl Freiherr von Thüngen)陸軍大将。
- フリードリヒ・オルブリヒト陸軍大将。国内予備軍副司令官。陸軍総司令部総務局長。ヴァルキューレ作戦の発案者。
  - クラウス・フォン・シュタウフェンベルク陸軍大佐。国内予備軍参謀長。7月20日のヒトラー暗殺未遂事件の実行者。
  - アルブレヒト・メルツ・フォン・クイルンハイム陸軍大佐。国内予備軍参謀。
  - ヴェルナー・フォン・ヘフテン陸軍中尉。シュタウフェンベルクの副官。
- パウル・フォン・ハーゼ陸軍中将。ベルリン防衛軍司令官。
- ヘニング・フォン・トレスコウ陸軍少将。
  - ファビアン・フォン・シュラーブレンドルフ陸軍中尉。トレスコウの副官で、計画参加者の中で戦後まで生き延びた数少ない人々のうちの一人。
- ヘルムート・シュティーフ陸軍少将。

### その他
- カール・ゲルデラー元ライプツィヒ市長。
- ウルリヒ・フォン・ハッセル駐伊ドイツ大使。
- ディートリヒ・ボンヘッファー神学者。
- ハンス・ベルント・ギゼウィウス（en:Hans Bernd Gisevius）外交官。駐チューリッヒドイツ総領事。
- ハンス・フォン・ドホナーニ法学者。
- アルトゥール・ネーベ親衛隊中将及び警察中将。
- ヴォルフ＝ハインリヒ グラーフ・フォン・ヘルドルフベルリン警察長官。

## 臨時政府計画
「黒いオーケストラ」グループはヒトラー打倒後、ベックを大統領とする新政府の樹立を計画していた。ベックらは連合軍と連絡を取り、新政府樹立後の講和を模索していた。

### 臨時政府閣僚候補
- 大統領 - ルートヴィヒ・ベック
- 首相 - カール・ゲルデラー
- 副首相 - ヴィルヘルム・ロイシュナー (en:Wilhelm Leuschner ドイツ社会民主党)
- 国会議長 - パウル・レーベ (ドイツ社会民主党)
- 内務大臣 - ユリウス・レーバー (ドイツ社会民主党) もしくは オイゲン・ボルツ (en:Eugen Bolz 中央党)
- 外務大臣 - フリードリヒ・ヴェルナー・フォン・デア・シューレンブルク(en:Friedrich Werner von der Schulenburg 元駐ソ連ドイツ大使)もしくはウルリヒ・フォン・ハッセル（元駐伊大使）
- 財務大臣 - エヴァルト・レーザー(en:Ewald Loeser 元ライプツィヒ副市長)
- 国防大臣 - フリードリヒ・オルブリヒト
- 軍法会議議長 - ハンス・オスター
- 最高裁判所裁判長 - ハンス・コッホ (en:Hans Koch 教会関係者の反ナチス組織、告白教会のメンバー)
- 復興大臣（もしくは無任所大臣） - ベルンハルト・レッターハウス (en:Bernhard Letterhaus 教会関係労働組織の指導者)
- 経済大臣もしくはライヒスバンク総裁 - カール・ブレッシンク(en:Karl Blessing 経済官僚)
- 経済大臣 - パウル・リューネ=ユンク  (en:Paul Lejeune-Jung ドイツ国家人民党)
- 食糧大臣 - アンドレアス・ヘルメス(en:Andreas Hermes ドイツ中央党)
- 法務大臣 - ヨーゼフ・ヴィルマー(en:Josef Wirmer ドイツ中央党)